# Autoretrat I (José Nogué)
Autoretrat I és el primer autoretrat de Josep Nogué Massó que es coneix. Realitzat a Madrid el 1901, actualment és conservat al Museu d'Art Modern de la Diputació de Tarragona.

## Autoretrats de Josep Nogué Massó
L'obra pictòrica de Nogué Massó abraça diferents tipologies: paisatgística, retrat, de gènere... Però no mostra gaires exemples de l'autoretrat. Són comptades les obres que disposem. Concretament només tres unipersonals, és a dir amb el seu sol bust. Realitzats el 1901, 1905 i 1919, els dos primers a Madrid i el segon a Roma.
Curiosament s'ha conservat un quart autoretrat, datat el 1909, però amb una altra figura la seva primera esposa Maria Vellejo. Realitzat a Roma quan els dos personatges estaven pensionats a la capital italiana per l'Acadèmia espanyola de la ciutat.
Tots tres autoretrats són oli sobre taula, però n'existeix un quart que és un gravat, són obres molt lliures. Marquen punts d'inflexió dins els diferents períodes vitals de l'artista. Com tots els autoretrats són obres molt introspectives on l'autor s'analitza i busca en el seu interior. En cap d'ells observem un Josep Nogué alegre, al contrari en tots apareix amb una aparença molt seriosa. Potser per demostrar la seva maduresa, ja que els dos primers estan realitzats quant l'autor només tenia 21 i 25 anys respectivament.

## Descripció
En aquest primer autoretrat el Pintor Nogué mostra una de les seves debilitats la llum. Apareix ell sobre un fons marronós, que juga amb el mateix cromatisme que la seva roba.
El seu cap està il·luminat per un potent punt de llum que apareix des de fora la composició, però que aconsegueix crear un efecte molt buscat, el clarobscur. Un detall molt curiós és la petita part de la llum que travessa el bigoti del pintor. En una foto datada el mateix 1901 apareix el pintor apareix també amb aquest element.
| «                | Este conjunto de obras, plurales de maneras, nos acerca a un Nogué inquieto y atraído por el estudio de diferentes maneras de su tiempo y, claro es, por el estudio de luces procedentes de distintas fuentes | » |
| — Miguel Viribay | |   |

Nogué en aquestes obres de formació mostra una pinzellada molt viva i solta. Amb una traça molt forta i informal que s'anirà relaxant al llarg del temps. Prova d'aquesta marca forta és la linina que crea la llum sobre la seva esquena. Creada solament amb una traça.